# La Libération de saint Pierre
La Libération de saint Pierre est une peinture à l'huile sur toile (310 × 207 cm) réalisée par Battistello Caracciolo en 1615 et conservée au Pio Monte della Misericordia à Naples.

## Histoire
La commande de la toile est initialement confiée en 1614, à Carlo Sellitto ; en raison de sa mort prématurée à l'âge de 33 ans, survenue la même année, la commission est attribuée l'année suivante, à la demande de Giovanni Battista Manso, gouverneur du Pio Monte et fondateur de l'Accademia degli Oziosi de Naples en 1611, à Battistello Caracciolo|,, pour faire pendant aux Sept Œuvres de Miséricorde du Caravage.
Comme en témoigne un document présent dans les archives du Pio Monte, Caracciolo reçoit une compensation de 100 ducats de l'institut pour la réalisation de l'œuvre.

## Sujet
Le tableau représente saint Pierre libéré par l'ange et marchant parmi les soldats plongés dans le sommeil, comme le rapporte les Actes des Apôtres 5.19. La scène décrit dans l'iconographie l'acte miséricordieux de « visiter les prisonniers ».

## Analyse
Il s'agit de l'une des peintures napolitaines les plus importantes du début du XVIIe siècle, à tel point que de nombreux peintres actifs à Naples au cours du même siècle ont fait écho à sa composition,. Plusieurs rappels stylistiques de la toile ramènent l’exécution de la scène à celle plus complexe des Sept Œuvres de Miséricorde du Caravage, comme le soldat aux épaules nues qui se détache au premier plan, couvert d’un drap rouge. Ce détail de la toile du Caravage est repris par de nombreux peintres napolitains, comme Massimo Stanzione, Francesco Fracanzano et même Battistello. Toutefois, la lumière caresse les personnages, les vêtements et les armes en un mouvement plus lent et plus adouci que dans la toile du Caravage.
Le décor nocturne du tableau est mis en valeur, dans lequel se détachent les personnages de l'histoire, éclairés par une lumière qui traverse la scène, montrant dans leurs visages et leurs apparences tout le naturalisme résultant des influences du Caravage sur Caracciolo. En outre, l'élégance de certains passages ressort dans le style ainsi qu'une certaine préciosité matérielle que l'on retrouve dans la robe de l'ange ou dans celle rouge vin de saint Pierre, qui rappellent des effets similaires d'Orazio Gentileschi, dont l'atelier a été fréquenté par Battistello lors de ses voyages d'études à Rome, et de Cecco del Caravaggio. Enfin, les citations du XVIe siècle ne manquent pas, comme les sentinelles reprises de Raphaël dans sa version de La Délivrance de saint Pierre pour la salle Héliodore des salles du Vatican à Rome. Cette allusion s'affirme comme une légitimation, mais aussi comme un tournant conservateur.
En outre, selon des recherches plus récentes, certains critiques pensent qu'il est possible de rapprocher la composition du tableau de Caracciolo d'une autre toile peinte par Caravage pour l'église Sainte-Anne-des-Lombards, perdue lors du tremblement de terre de 1805 qui détruisit l'ensemble du complexe religieux. La toile de Merisi, qui représentait la scène de la Résurrection du Christ, a été décrite par le graveur Charles-Nicolas Cochin lors de son voyage à Naples au milieu du XVIIIe siècle, affirmant que : « […] c'est une véritable image singulière. Le Christ n'est pas dans les airs, il marche parmi les gardes, parmi les soldats devant son tombeau et cela donne une faible idée de la Résurrection et le fait passer pour un coupable échappant à ses geôliers. »